# Gulskär (Lemland, Åland)
Gulskär är en ö i Åland (Finland). Den ligger i Skärgårdshavet och i kommunen Lemland i landskapet Åland, i den sydvästra delen av landet. Ön ligger nära Mariehamn och omkring 270 kilometer väster om Helsingfors.
Öns area är 5 hektar och dess största längd är 470 meter i sydöst-nordvästlig riktning. Ön höjer sig omkring 10 meter över havsytan.